# 陳浚疇
陳浚疇（?—?），直隸省保定府清苑縣人，清朝政治人物、同進士出身。
道光二十四年甲辰科（1844年）順天中式舉人。光緒三年（1877年），参加丁丑科殿試，登進士三甲第154名。同年五月，授兵部郎中。